# Rodrigo Caro
Rodrigo Caro (Utrera, 4 ottobre 1573 – Siviglia, 10 agosto 1647) è stato un poeta, storico e presbitero spagnolo del Siglo de Oro.

## Biografia
Nato a Utrera nel 1573, si licenziò in diritto all'Università di Osuna (1590-96); prese gli ordini ecclesiastici ed esercitò per oltre venti anni l'avvocatura nella sua città natale. Si trasferì quindi a Siviglia, dove le sue numerose cariche ecclesiastiche non lo distrassero dagli studi. Le sue opere abbracciano la storia, l'archeologia e la numismatica; ma la passione dell'umanista lo tenne talvolta di qua dalla sana critica. Non solo nelle Antigüedades y principado de la ilustrísima ciudad de Sevilla (Siviglia 1634) e nelle Inscripciones y antigüedad de Utrera (Osuna 1622) si giovò delle false cronache di Flavio Lucio Destro e di Marco Massimo, ma ne difese l'autenticità (1627). L'erudizione del Caro, quando non si strema nel puro fatto biografico (Claros Varones en letras naturales de Sevilla), ma spazia nella storia, si traduce in commosse rievocazioni del passato e ha la sua voce eloquente nella poesia delle cose periture: come nella celebre canzone A las ruinas de Itálica, di cui sono riflessi le poesie A Sevilla e A Carmona. Il Caro fu buon poeta latino e tradusse felicemente dal latino; ma la sua opera più vitale restano i sei dialoghi Dias geniales ó lúdicros (ed. in Obras, Siviglia 1883-84) che illustrano i giochi giovanili di Grecia e di Roma e documentano credenze e tradizioni del popolo spagnolo.
Nel 1645 rinunciò alla sua cappellania non potendola frequentare a causa di una grave malattia allo stomaco. Morì due anni dopo a 74 anni, il 10 agosto 1647.  Caro intrattenne relazioni con numerosi autori, come Francisco de Rioja, Francisco de Quevedo, che incontrò Caro durante un viaggio a Siviglia con il re nel 1624 e Francisco Pacheco.

## Opera

### Prosa
Le principali opere in prosa di Caro sono:
- Claros varones en letras, naturales de la ciudad de Sevilla
- Una raccolta di biografie di illustri personaggi sivigliani, tra i quali Juan de Mal Lara, Fernando de Herrera e Pedro Mexía
- Tratado de la antigüedad del apellido Caro
- Memorial de Utrera
- Veterum Hispaniae Deorum Manes sive Reliquiae
- (ES) Relación de las inscripciones y antigüedad de la Villa de Utrera, Osuna, 1622. URL consultato il 9 giugno 2019.
- El santuario de Nuestra Señora de la Consolación (Osuna, 1622)
- (ES) Antigüedades y principado de la Ilustrísima ciudad de Sevilla y corografía de su convento jurídico o antigua Chancillería, Sevilla, Andres Grande, 1634. URL consultato il 9 giugno 2019.
- Días geniales o lúdicros

### Poesia
L'opera più famosa e importante di Caro fu la Canción a las ruinas de Itálica, che entrò a far parte di tutte le antologie di poesia spagnole. Poesia dalla complicata storia testuale (fu rivista più volte dal suo autore), la Canción ha un grande sapore classico. Come tutti i poeti barocchi della scuola sivigliana, il tema delle rovine archeologiche lo affascinava. In questo poema Caro trovò il modo perfetto di esprimere l'impatto prodotto sul suo animo dalle rovine di questo luogo emblematico del passato. Il poema è pieno di passi divenuti famosi e di innovazioni espressive che giustificano la sua fama; la gravità del tono e l'attenta struttura dei versi rendono questa poesia una delle migliori del suo tempo. Marcelino Menéndez y Pelayo pubblicò le sue Opere in Bibliófilos andaluces, XIV e XV, 1883 e 1884.